# Trois dans un sous-sol

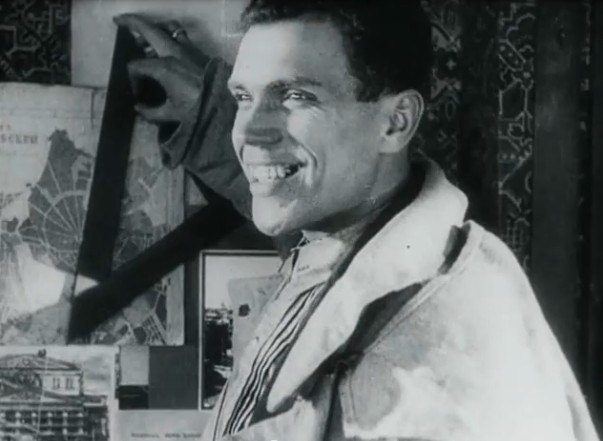
Nikolaj Batalov dans "Trois dans un sous-sol".

Trois dans un sous-sol (ou Ménage à trois ou Le Lit et le Sofa ; Третья Мещанская) est un film soviétique réalisé par Abram Room, sorti en 1927.

## Synopsis
Au sous-sol du numéro 3 de la rue Tretia Mechtchanskaia à Moscou, Nikolaï Batalov et sa jeune femme, Liouda Semionova, commencent une nouvelle journée. Lui est chef d'équipe sur le chantier du Théâtre Bolchoï tandis que, elle, reste à la maison pour se consacrer aux tâches ménagères et prendre soin de son mari qui est très heureux de procurer en maintes occasions, une activité aussi gratifiante à son épouse.
En même temps, Volodia Foguel, ouvrier typographe arrive dans la capitale où il trouve un emploi dans l'imprimerie du Journal de l'ouvrier avant de chercher un logement. En cherchant, le hasard le fait rentrer chez Kolia, son ancien camarade avec lequel il a combattu dans l'Armée rouge.
Malgré l'intervention du concierge qui fait remarquer qu'il n'a pas de permis d'habitation et le manque d'enthousiasme de sa femme, Nikolaï décide d'héberger Volodia et l'appartement étant minuscule, il dormira sur le canapé.
Le 9 juillet, sur le chantier, Kolia reçoit un téléphonogramme lui enjoignant de se rendre en province pour une mission. Toujours gai comme un pinson, il part sans se préoccuper de ce que pense sa jeune épouse et sans s'inquiéter car il croit sans doute qu'elle ne peut être que fidèle avec un époux pareil.
Le mari étant parti, Volodia n'a plus que Liouda pour attirer son attention et il est tout de suite séduit par la jeune femme. Il apporte du changement dans la vie monotone de celle-ci d'abord en participant aux travaux ménagers puis en lui faisant prendre le baptême de l'air le 14 juillet, jour de la fête de l'aviation et en l'amenant au cinéma. En manifestant un peu de tendresse, il comble le vide laissé par l'absence de l'époux.
Lorsque Kolia revient, son ami lui révèle qu'avec Lioudmila ils sont maintenant comme mari et femme. L'hôte trompé évite tout geste de violence mais prend ses affaires et part coucher dans son bureau. Mais cela n'étant pas confortable, au bout de quelque temps il revient chez lui où il peut désormais se reposer sur le canapé.
Petit à petit les deux hommes redeviennent amis; de plus Vladimir lassé de sa conquête la traite avec rudesse. Liouda désabusée essaie de renouer avec Nikolaï mais en vain car celui-ci pense surtout à passer du bon temps d'un manière frivole.
La jeune femme se trouvant enceinte, les deux jeunes hommes lui conseillent d'avorter. Elle se rend donc dans une clinique privée mais le spectacle auquel elle assiste dans la salle d'attente la fait changer d'avis et elle s'enfuit bien décidée à garder le bébé et à quitter les deux compères en les laissant dans leur appartement où elle espère ne plus jamais revenir.

## Fiche technique
- Titre original : Третья Мещанская
- Titres français : Trois dans un sous-sol (ou Ménage à trois pour le DVD, Le Lit et le Sofa dans une encyclopédie qui fournit deux titres)
- Réalisation : Abram Room
- Assistants réalisateurs : E. Kuzis et Sergueï Youtkevitch
- Scénario : Abram Room et Victor Chklovski
- Photographie : Grigori Guiber
- Direction artistique : Vassili Rakhals et Sergueï Youtkevitch
- Musique : La musique qui sert d'accompagnement à ce film muet a été choisie par Rodney Sauer et par Susan Hall et jouée par le "Mont Alto Motion picture Orchestra"
- Producteur : David Shepard pour la vidéo
- Société de production : Sovkino
- Pays d'origine :  Union soviétique
- Date de sortie :  Union soviétique : 15 mars 1927
- Format : Noir et blanc - 35 mm - 1,33:1 Sphérical - muet
- Genre : comédie
- Durée : 87 minutes

## Distribution
- Nikolaï Batalov : Nikolaï Batalov l'époux, diminutif Kolia
- Vladimir Fogel : Vladimir Fogel l'ami, diminutif Volodia
- Leonide Iourieniev : le concierge
- Lioudmila Semenova : Lioudmila Batalov l'épouse, diminutif Liouda
- Ielena Sokolova : la nourrice
- Maria Yarotskaia : la concierge

## Autour du film
- Ce film est édité en DVD mais n'a pas été remastérisé. Ce n'est peut-être pas un handicap car cela lui donne un côté documentaire d'époque. De très nombreuses scènes nous montrent le Moscou d'autrefois : les chantiers et les échafaudages en planches autour du Bolchoï et ailleurs, les vieilles rues avec leurs maisons en bois, le petit peuple moscovite et les enfants qui jouent dans les parcs, d'immenses églises qui ont disparu, le grouillement des piétons sur les places et dans les rues, la circulation, une clinique privée avec ses tickets pour attendre son tour, même s'il s'agit probablement d'un décor, les allumeurs de réverbères, les balayeurs des rues, l'aérodrome avec un nombre incroyable d'avions, le cinéma, etc.
- Remarque : pour rendre plus réaliste (?), les noms et prénoms des personnages de la fiction sont les noms et les prénoms réels des interprètes.
- Le visionnage du film dans son intégralité est possible sur internet avec des intertitres sous-titrés en français dans le site[1]